# Mokhtar El-Tetsh Stadion
De officiële naam van dit stadion is El-Titsh Stadion (Arabisch:ستاد مختار التتش بالجزيرة). Het stadion ligt in Caïro, Egypte. De naam van het stadion komt van Mahmoud Mokhtar (1905–1965), een Egyptische voetbalspeler die uit Caïro komt. 

## Afrikaans kampioenschap voetbal 1959
In 1959 werd in dit stadion het Afrikaans kampioenschap voetbal gehouden. Het was de tweede editie van dit toernooi. Op het toernooi werden slechts drie wedstrijden gespeeld in een poule van 3 landen. De Verenigde Arabische Republiek, het thuisland, won dit toernooi, zij werden eerste de groep. 
| № | Datum       | Wedstrijd                                | Uitslag | Afrika Cup 1959 | Toeschouwers |
| - | ----------- | ---------------------------------------- | ------- | --------------- | ------------ |
| 1 | 22 mei 1959 | Verenigde Arabische Republiek – Ethiopië | 4 – 0   | Groep           | 30.000       |
| 2 | 25 mei 1959 | Soedan – Ethiopië                        | 1 – 0   | Groep           | 20.000       |
| 3 | 29 mei 1959 | Verenigde Arabische Republiek – Soedan   | 2 – 1   | Groep           | 30.000       |